# Le Roman expérimental
Le Roman expérimental est un ouvrage d'Émile Zola paru en 1880.
Il regroupe un ensemble d'articles publiés notamment dans Le Bien public ou Le Voltaire qui exposent sa vision du roman naturaliste dont il est devenu le chef de file. Pour Zola, « le roman expérimental est une conséquence de l'évolution scientifique du siècle » : « il est en un mot la littérature de notre âge scientifique, comme la littérature classique et romanesque ont correspondu à un âge de scolastique et de théologie expérimentale ».
Cet ouvrage est considéré comme le manifeste de la doctrine naturaliste d'Émile Zola, alors marqué par l'Introduction à l'étude de la médecine expérimentale de Claude Bernard. Mais aussi inspiré par ses lectures de Balzac, notamment La Cousine Bette qu'il a qualifié de  roman expérimental.

## Contenu

### Le Roman expérimental
Dans ce texte, qui donne son titre au recueil, Zola définit une méthode, consistant à transposer au domaine littéraire les idées sur la médecine expérimentale de Claude Bernard, qu’il cite en permanence. Tout le raisonnement expérimental est basé sur le doute, il ne s’inquiète pas du pourquoi des choses, il explique simplement le comment. Le romancier expérimental part à la recherche d’une vérité, en s’éloignant de la simple observation qui montre, au profit de l’expérience, qui instruit. L’expérience consiste à diriger les phénomènes, c’est là la part d’invention du romancier, du génie dans son œuvre. « Le romancier devra voir, comprendre, inventer. Un fait observé devra faire jaillir l’idée de l’expérience à instituer, du roman à écrire, pour arriver à la connaissance complète d’une vérité. » Le romancier expérimental doit opérer sur les caractères, sur les passions, sur les faits humains et sociaux, et remplacer les romans de pure imagination par des romans d’observation et d’expérimentation, en montrant « le travail réciproque de la société sur l’individu et de l’individu sur la société, et de quelle façon se comporte ne passion dans un milieu social. » Le romancier expérimental est donc un déterministe qui, expérimentalement, cherche à déterminer les conditions des phénomènes, sans jamais sortir des lois de la nature, et sans jamais conclure lui-même, car c’est l’expérience qui conclut. « Le roman est ainsi devenu une enquête générale sur la nature et sur l’homme. »
Colette Becker résume le propos de Zola : Il rejette l'imagination proprement dite, c'est-à-dire la faculté de créer des histoires extraordinaires, des fables ne respectant pas le réel dont elles détournent. Il privilégie l'invention qui, s'appuyant sur le réel, permet d'avancer une hypothèse, de monter un plan, d'imaginer des personnages. Seule l'hypothèse est créatrice.
Au moment de la publication de l'article de Zola, sa conception du roman a été fortement critiquée. Ferdinand Brunetière mena la charge : « Le romancier, comme le poète, s'il expérimente, ne peut expérimenter que sur soi, nullement sur les autres. Il ne peut y avoir d'expérimentation, il n'y a qu'observation ; et dès lors c'est assez pour que la théorie de M. Zola manque et croule aussitôt par sa base. »
Plus récemment, Michel Butor porte un regard opposé. Pour lui ce type de roman peut jouer un rôle irremplaçable, en étant le lieu d’une expérimentation parfaitement originale et irrécusable. Le roman concerne ce qui est croyable : si le lecteur est arrivé à la fin du livre, c’est qu’il a cru. Et si le romancier a bien monté cette expérience, qu’il n’a pas seulement décrite mais répétée sous nos yeux, alors, dans un certain domaine, le lecteur ne peut plus penser de certaines autres façons. Pendant qu’il écrit, le romancier est le premier spectateur de cette expérience qui se répétera pour chaque lecteur. Le romancier expérimental ne peut poursuivre sa rédaction qu’en choisissant, parmi les épisodes possibles ou vraisemblables, celui dont le résultat lui apparaît comme incomparablement plus croyable que les autres, et surtout comme nécessaire, sans jamais cependant s’écarter des lois de la nature.
L'influence sur les conceptions littéraires de Zola de l'ouvrage de Claude Bernard, Introduction à la médecine expérimentale, a été beaucoup discutée. Aimé Guedj considère que Claude Bernard fournit à Zola les moyens théoriques d'exprimer ce que ce dernier avançait déjà à propos de Germinie Lacerteux en 1865, dans le recueil Mes Haines. Les deux hommes ont en commun une même idéologie, le positivisme, et une orientation analogue, le matérialisme, due au progrès le la biologie à la fin du XIXe siècle.
Une autre question majeure a agité la critique, celle de la relation entre les théories littéraires développées par Zola, et les œuvres effectivement produites. La critique a tranché en glorifiant les œuvres au détriment des théories.

### Lettre à la jeunesse
Dans ce texte, antérieur à celui sur Le Roman expérimental, Zola exhorte la jeunesse à ne pas se laisser « griser de lyrisme, emplir la tête de mots, détraquer le système nerveux au point de croire que la morale et le patriotisme sont uniquement dans des phrases de rhétoriciens. » Il explique sa vision de ce qui est selon lui l'enjeu : « En 1870 nous avons été battus par un esprit scientifique appliqué à la guerre. Conduisons notre jeunesse en classe chez les savants, et non chez les poètes. La folie du lyrisme ne peut faire naître que des fous héroïques, et il nous faut des soldats solides, sains d’esprit et de corps, marchant mathématiquement à la victoire. C’est en appliquant la formule scientifique que nous reprendrons un jour l’Alsace et la Lorraine. »
Il oppose totalement le lyrisme et le romantisme à ce qu'il nomme le naturalisme. Pour lui, romantisme et lyrisme ne sont qu'une « exaltation poétique échappant à toute analyse, touchant à la folie. Ce sont des mots gonflés, hypertrophiés, éclatant sous l’exagération baroque des idées. » Il illustre son propos par l'exemple de la pièce de Victor Hugo, Ruy Blas : « Dans les faits, de la démence et de l’ordure ; dans les mots, de la passion noble, de la vertu fière, de l’honnêteté supérieure. Tout cela ne pose plus sur rien; c’est une construction de langue bâtie en l’air. Voilà le romantisme. »
À l'inverse, s'appuyant sur  l’éloge de Claude Bernard prononcé par Renan lors de son discours de réception à l’Académie française, Zola définit les écrivains naturalistes comme ayant pour esprit le mouvement scientifique du siècle, et pour outils l’observation et l’analyse : « Tandis que le poète lyrique brouille tout, argumente l’erreur, élargit l’inconnu pour y promener la folie de son imagination, le physiologiste diminue le champ du mensonge, laisse une place de plus en plus restreinte à l’ignorance humaine, honore la raison et fait œuvre de justice. »
Aux accusations d'immoralité, il oppose la vérité et la morale : les œuvres naturalistes « épouvantent peut-être, elles ne corrompent pas. La vérité n’égare personne. »
Ainsi, le naturalisme apparaît dans ce texte comme une doctrine impliquant non seulement une esthétique, mais plus généralement comme une méthode de pensée.

### Le Naturalisme au théâtre
Avant d'aborder le théâtre stricto sensu, Zola effectue un tour d'horizon du roman de son époque, ce qui lui permet, par opposition, de définir le naturalisme, qu'il considère comme « la force d'impulsion du siècle. » La naturalisme dans les lettres est pour lui « d'abord le retour à la nature et à l'homme, l'observation directe, l'anatomie exacte, l'acceptation et la peinture de ce qui est. », contrairement au romantisme, « qui ne correspondait à rien de durable, qui était simplement le regret inquiet du vieux monde, » alors qu'une « œuvre vraie sera éternelle. »
Une revue des dramaturges de l'époque « où l'heure est confuse encore», précède ses conclusions théoriques. Les drames romantiques, comme ceux de Victor Hugo, ont « achevé la tragédie agonisante. » Eugène Scribe n'a fait qu'exagérer les principes de l'action au détriment de la peinture des caractères et de l'analyse des sentiments. Victorien Sardou « a renouvelé les vieilles ficelles et poussé l'art scénique jusqu'à la prestidigitation. » Pour Alexandre Dumas fils, une pièce devient un problème à résoudre, ce qui l'incite à tordre le cou à la réalité. Le théâtre d'Émile Augier est « diminué par des poncifs. »
Zola reconnaît ainsi que « la formule naturaliste, désormais complète et fixée dans le roman, est très loin de l'être au théâtre », et définit ce que serait le théâtre naturaliste :

« J'attends qu'on plante debout au théâtre des hommes en chair et en os, pris dans la réalité et analysés scientifiquement, sans un mensonge. J'attends qu'on nous débarrasse des personnages fictifs, de ces symboles convenus de la vertu et du vice qui n'ont aucune valeur comme documents humains. J'attends que les milieux déterminent les personnages et que les personnages agissent d'après la logique des faits combinée avec la logique de leur propre tempérament. J'attends qu'il n'y ait plus d'escamotage d'aucune sorte, plus de coups de baguette magique, changeant d'une minute à l'autre les choses et les êtres. J'attends qu'on ne nous conte plus des histoires inacceptables, qu'on ne gâte plus des observations justes par des incidents romanesques, dont l'effet est de détruire même les bonnes parties d'une pièce. J'attends qu'on abandonne les recettes connues, les formules lasses de servir, les larmes, les rires faciles. J'attends qu'une œuvre dramatique, débarrassée des déclamations, tirée des grands mots et des grands sentiments, ait la haute moralité du vrai, soit la leçon terrible d'une enquête sincère. J'attends enfin que l'évolution faite dans le roman s'achève au théâtre, que l'on y revienne à la source même de la science et de l'art modernes, à l'étude de la nature, à l'anatomie de l'homme, à la peinture de la vie, dans un procès-verbal exact, d'autant plus original et puissant, que personne encore n'a osé le risquer sur les planches. »

Si ces conditions ne sont pas remplies, Zola considère qu'un coup mortel sera porté au théâtre, qui deviendra « un genre inférieur. » Mais pour cela, il est nécessaire qu'un maître affirme cette formule nouvelle et « entraîne derrière lui la génération de demain. »
Signe de l'importance qu'il accorde au sujet, Zola reprend ce titre dans un volume au contenu différent paru en 1881, Le Naturalisme au théâtre, les théories et les exemples.

### L'Argent dans la littérature
Zola défend vigoureusement l'importance de l'argent pour les écrivains.
Aux siècles précédents, ils étaient réduits à vivre des aumônes que leur accordaient le roi et de grands seigneurs, qui attendaient en retour que soient célébrées leurs louanges.
À présent, ils gagnent leur vie par grâce à la vente de leurs ouvrages : c'est la condition de leur liberté. « C'est le gain réalisé légitimement sur ses ouvrages qui a délivré l'écrivain de toute protection humiliante, qui a fait de l'ancien bateleur de cour, de l'ancien bouffon d'antichambre, un citoyen libre, un homme qui ne relève que de lui-même. Avec l'argent, il a osé tout dire, il a porté son examen partout, jusqu'au roi, jusqu'à Dieu, sans craindre de perdre son pain. L'argent a émancipé l'écrivain, l'argent a créé les lettres modernes. »

### Du roman
Ce chapitre est constitué d'une série d'articles dans lesquels Zola exprime ses conceptions de la littérature.
Dans Le Sens du réel, il oppose l'imagination, qui n'est plus « la qualité maîtresse du romancier » à l'observation, à la documentation et au sens du réel : « sentir la nature et la rendre telle qu'elle est. » Même si « voir n'est pas tout. Il faut rendre. Un grand écrivain doit avoir le sens du réel et l'expression personnelle. »
Ce thème est développé dans L'Expression personnelle. S'appuyant sur une analyse du style d'Alphonse Daudet, de Stendhal, de Saint-Simon et de Balzac, il complète sa définition du grand romancier : celui « qui exprime avec originalité la nature, en la faisant vivante de sa vie propre. »
Dans La Formule critique appliquée au roman, Zola établit un parallèle entre ces deux types de travaux littéraires : le romancier, tel qu'il l'entend, se trouve « devant un personnage dont il va étudier une passion, dans les conditions exactes où se trouve un critique devant un écrivain dont il veut démontrer le talent. »
Dans De la description, Zola souligne son importance et répond aux critiques se moquant les « éternelles descriptions » des naturalistes. Décrire n'est pas un but, il s'agit de compléter et déterminer. « Nous estimons que l'homme ne peut être séparé de son milieu, qu'il est complété par son vêtement, par sa maison, par sa ville, par sa province ; et, dès lors, nous ne noterons pas un seul phénomène de son cerveau ou de son cœur, sans en chercher les causes ou le contre-coup dans son milieu. »
Dans Trois débuts, Zola loue les ouvrages de jeunes écrivains. Léon Hennique, avec La Dévouée, arrive à « faire souffler la vie ». La « flamme qui sort »des Sœurs Vatard d'Huysmans provient « de la vérité des peintures et de la personnalité du style. » Paul Alexis, dans La Fin de Lucie Pellegrin, montre qu'il a « des reins solides et une originalité qui s'impose déjà avec puissance », mais il lui faudrait quitter la nouvelle pour le roman, car il a « le souffle des œuvres vastes. »
Les Documents humains sont une réponse aux critiques soulevées par l'article sur Les Sœurs Vatard. Zola se défend de vouloir tuer l'imagination. Mais plutôt qu' « inventer un conte de toutes pièces, le pousser jusqu'aux dernières limite de la vraisemblance, intéresser par des complications incroyables », il met en avant l'intuition, basée sur des faits vrais observés et classés d'après un ordre logique, ce qui permet « de donner vie à des documents humains, une vie propre et complète, adaptée à un milieu. »
Deux articles sur Les Frères Zemganno d'Edmond de Goncourt sont une nouvelle occasion de revenir sur la définition du naturalisme : « Je me suis exténué à répéter que le naturalisme était une formule, et non une rhétorique, qu'il ne consistait pas dans une certaine langue, mais dans la méthode scientifique appliquée aux milieux et aux personnages. Dès lors, il devient évident que le naturalisme ne tient pas au choix des sujets ; de même que le savant applique sa loupe d'observateur sur la rose comme sur l'ortie, le romancier naturaliste a pour champ d'observation la société entière, depuis le salon jusqu'au bouge. Les imbéciles seuls font du naturalisme la rhétorique de l'égout. » Cependant, Zola émet quelques réserves sur l'ouvrage de Goncourt, à qui il reproche, malgré ses prises de position naturalistes, exprimées dans la préface, de s'être laissé quelque peu gâter par l'imagination : les personnages « sont construits d'après des documents humains, mais ils s'idéalisent, ils tournent au symbole. Dans leur milieu, d'ordinaire, les choses ne se passent point avec un raffinement de sensations pareils. »
De la moralité met en parallèle, à l'aide d'exemples judicieusement choisis dans la presse, les comptes rendus de faits divers généralement sordides, et les reproches faits aux romans se permettant de décrire un baiser un peu trop appuyé. « Le public tolère l'égout sanglant des tribunaux, mais demande aux romans des petits oiseaux et des pâquerettes pour se consoler. »

### De la critique
Comme le précédent, ce chapitre est constitué d'une série d'articles qui mêlent critique et théories littéraires, et réponses aux attaques contre le naturalisme ou contre Zola lui-même.
Polémiques prend à partie Charles Bigot et Armand Sylvestre. Au premier, Zola reproche sa vision de la littérature, qui devrait ne peindre que l'émotion et ses effets, alors que le naturalisme s'attache justement à la recherche des causes. Il récuse la supériorité du poème sur le roman que soutient le second : « La forme est secondaire, elle est la création et ne vient qu'après le créateur. »
Le Réalisme offre une lecture historique de ce mouvement, quarante ans après son apparition. Si Zola lui reconnaît une « intuition », il regrette que les sujets choisis se soient limités à la bourgeoisie, et que la littérature entière ait été condamnée, même Stendhal, même Balzac, même Flaubert.
L'avis de Zola sur les Chroniques parisiennes de Sainte-Beuve est mitigé. Il note que leurs conceptions du théâtre peuvent se rejoindre, mais il reproche au critique de n'avoir pas compris Balzac, et d'être en matière littéraire « comme un de ces nobles de l'Ancien Régime, qui après avoir adopté les idées de la Révolution, refusèrent d'aller jusqu'au bout, profondément troublés et ne comprenant plus. »
L'article sur Hector Berlioz est une défense du musicien, mais surtout un éreintement de la critique parisienne qui, contrairement à celle des autres pays, ne lui avait pas reconnu de son vivant sa juste valeur.
À l'aide de citations choisies, Zola se gausse ensuite des fortes critiques envers Balzac qu'avaient exprimées deux critiques de son époque, Chaudes-Aigues et Jules Janin.
Un Prix de Rome littéraire s'élève contre le projet d'étendre au domaine des Lettres un tel concours artistique, qui n'a selon Zola aucune utilité, même en peinture.
La Haine de la littérature, qui a provoqué la rupture de Zola avec Le Voltaire est une virulente critique du personnel politique qui méprise les écrivains, mais n'est qu'un ramassis de « scrofuleux, de crétins, de cerveaux mal conformés. »
Dans La Littérature obscène, Zola se défend de l'avoir inventée, comme l'en accusent des articles de presse : « Pourquoi ne dites-vous pas aussi que j'ai inventé le vice ? Cela me mettrait du coup en tiers avec Adam et Ève, dans le paradis terrestre. Il est léger d'effacer tant d’œuvres fortes et charmantes, écrites dans toutes les langues du monde, et de faire commencer à L'Assommoir et à Nana ce que vous appelez si naïvement la littérature obscène. »

### La République et la littérature
Zola souhaite « mettre la République et la littérature face à face, voir ce que celle-ci doit attendre de celle-là. » Après un survol historique de l'écroulement du Second Empire et des premiers pas de la Troisième République, suivi d'une classification des nuances du parti républicain (doctrinaires, romantiques, fanatiques, scientifiques), il exalte le républicain « naturaliste », qui se base sur l'analyse et sur l'expérience, et décrit la manière dont chacun de ces groupes considère la littérature. Les doctrinaires restent attachés aux Lettres classiques, les romantiques sont dans un « carnaval humanitaire », les fanatiques veulent « traiter l'art comme un point de l'économie politique. »
Zola rappelle aussi que les républicains, sous l'Empire, avaient promis la liberté de la presse qui, au moment où il écrit cet article, en 1879, n'est toujours pas inscrite dans la loi.

## Prépublications
- Le Roman expérimental : Le Messager de l'Europe, septembre 1879 ; Le Voltaire, du 16 au 20 octobre 1879 (en même temps que Nana)
- Lettre à la jeunesse : Le Messager de l'Europe, mai 1879 ;  Le Voltaire, 17 au 21 mai 1879
- Le Naturalisme au théâtre : Le Messager de l'Europe, janvier 1879 ; Le Voltaire, 29 avril 1879 (première partie seulement)
- L'Argent dans la littérature : Le Messager de l'Europe, mars 1880 ; Le Voltaire, du 23 au 30 juillet 1880
- Du roman :
  - Le Sens du réel : Le Voltaire, 20 août 1878
  - L'Expression personnelle : Le Voltaire, 27 août 1878
  - La Formule critique appliquée au roman : Le Voltaire, 27 mai 1879
  - De la description :  Le Voltaire, 8 juin 1880
  - Trois débuts :
    - Léon Hennique : Le Voltaire, 15 octobre 1878
    - Joris-Karl Huysmans : Le Voltaire, 4 mars 1879
    - Paul Alexis : Le Voltaire, 10 février 1880

  - Les Documents humains : Le Voltaire, 25 mars 1879
  - Les Frères Zemganno : Le Voltaire, 6 et 13 mai 1879
  - De la moralité : Le Voltaire, 4 mai 1880
- De la critique :
  - Polémiques :
    - À M. Charles Bigot : Le Voltaire, 21 octobre 1879
    - À M. Armand Silvestre : Le Bien public, 24 septembre 1878

  - Le Réalisme : Le Bien public, 22 avril 1878
  - Les Chroniques parisiennes de Sainte-Beuve : Le Voltaire, 26 août 1879
  - Hector Berlioz : Revue dramatique et littéraire, 14 janvier 1879
  - Chaudes-Aigues et Balzac : Le Voltaire, 16 mars 1880
  - Jules Janin et Balzac : Le Voltaire, 23 juin 1880
  - Le prix de Rome littéraire : Le Bien public, 18 juin 1877
  - La Haine de la littérature : Le Voltaire, 17 août 1880
  - La Littérature obscène : Le Voltaire, 31 août 1880
- La République et la littérature : Le Messager de l'Europe, avril 1879 ; Le Figaro, 20 avril 1879 ; La Revue bleue, 25 avril 1879

## Éditions
- Édition originale : Charpentier, 1880. [lire en ligne]
- Émile Zola, Œuvres complètes, t. 10, Cercle du livre précieux, édition de Michel Butor, 1968.
- Zola, Le Roman expérimental, édition d'Aimé Guedj, Garnier-Flammarion, 1971.
- Émile Zola, Le Roman expérimental, édition de François-Marie Mourad, Garnier-Flammarion, 2006 (ISBN 978-2-08-071233-2).